# RPG Fudōsan
RPG Fudōsan (RPG不動産 lit. "RPG de bienes raíces"?) es una serie de manga yonkoma japonés escrita e ilustrada por Chiyo Kenmotsu. Comenzó su serialización en la revista manga seinen Manga Time Kirara Carat de Hōbunsha desde junio de 2018, y hasta el momento se ha recopilado en tres volúmenes tankōbon. Se ha anunciado una adaptación de la serie a anime producido por el estudio Doga Kobo, la cual se estrenara en 2022.

## Personajes
Kotone Kazairo (風色 琴音 Kazairo Kotone?)
 Seiyū: Honoka Inoue
Fa (ファー Fā?)
 Seiyū: Hina Kino
Rufuria (ルフリア?)
 Seiyū: Natsumi Kawaida
Rakira (ラキラ?)
 Seiyū: Manaka Iwami

## Media

### Manga
| Volúmenes de manga publicados | Volúmenes de manga publicados | Volúmenes de manga publicados |
| Número                        | Fecha de lanzamiento          | ISBN                          |
| ----------------------------- | ----------------------------- | ----------------------------- |
| 1                             | 26 de abril de 2019           | ISBN 978-4-8322-7090-9        |
| 2                             | 27 de marzo de 2020           | ISBN 978-4-8322-7180-7        |
| 3                             | 27 de abril de 2021           | ISBN 978-4-8322-7270-5        |

### Anime
Se anunció una adaptación de la serie a anime el 26 de febrero de 2021. La serie estará animada por el estudio Doga Kobo y dirigida por Tomoaki Koshida, con guiones de Yoshiko Nakamura y diseños de personajes de Motohiro Taniguchi. Fue estrenada el 6 de abril de 2022. Crunchyroll obtuvo la licencia fuera de Asia.